# Скейлс, Альфред
Альфред Мур Скейлс (англ. Alfred Moore Scales; 26 ноября 1827 — 9 февраля 1892) — американский политик, участник американской Гражданской войны на стороне Юга, впоследствии 45-й губернатор Северной Каролины. Командовал пехотной бригадой в первый день битвы при Геттисберге и во время атаки Пикетта.

## Ранние годы
Скейлс родился в северокаролинском Ридсвилле (округ Рокингхем) в семье Роберта Скейлса (1805–1882) и Джейн Уатт Бетель (1809–1876). У него был старший брат Уильям Натаниель, который впоследствии стал капитаном 5-го Миссисипского кавалерийского полка.
Он жил на плантации Малбери-Айленд, окончил пресвитерианскую школу, институт Колдвелла и Университет Северной Каролины в Шапель-Хилл. Некоторое время он работал учителем, затем изучал право и вскоре открыл юридическую контору в Мэдисоне.
В 1846 году он женился на Маргарет Смит.
В 1852 году его избрали окружным солиситором. Скейлс четыре раза избирался в легислатуру штата и служил председателем финансового комитета. В 1854 году он баллотировался в кандидаты от демократической партии в Конгресс США, но потерпел неудачу. В 1857 году он был избран в Конгресс, но в 1859 году не был переизбран. С 1858 года он служил в Канцлерском суде округа Рокингем.

## Гражданская война
Когда началась Гражданская война, Скейлс вступил добровольцем  13-й Северокаролинский пехотный полк (в те дни 3-й Северокаролинский добровольческий), в роту Н, которая была набрана в округе Рокингем, и вскоре был избран капитаном роты. Командиром полка стал полковник Уильям Пендер. В августе 1861 года Пендер возглавил 6-й Северокаролинский пехотный полк, а на его место 11 октября был избран Скейлс. В апреле 1862 года полк ввели в состав бригады Релей Колстона, и он участвовал в сражении при Уильямсберге. Вскоре после этого армия была переформирована и полк Скейлса перешёл в бригаду Самуэля Гарланда.
...
20 мая 1863 года генерал Ли переформировал Северовирджинскую армию. Генерал Дурси Пендер возглавил дивизию, а Скейлс 15 июня получил звание бригадного генерала и возглавил бригаду Пендера.

### Геттисбергская кампания
К началу Геттисбергской кампании бригада Скейлса состояла из пяти полков:
- 13-й Северокаролинский пехотный полк, полк. Джозеф Хайман
- 16-й Северокаролинский пехотный полк, кап. Лерой Стоув
- 22-й Северокаролинский пехотный полк, полк. Джеймс Коннер
- 34-й Северокаролинский пехотный полк, полк. Уильям Ли Лоуренс
- 38-й Северокаролинский пехотный полк, полк. Уильям Хук

1 июля 1863 года в первый день сражения при Геттисберге, корпус Хилла атаковал позиции федеральной армии на хребте Макферсона. Дивизия Генри Хета наступала в первой линии, а дивизия Пендера во второй. Генерал Уильям Пендер оставил бригаду Томаса в резерве, бригаду Лэйна отправил прикрыть правый фланг от кавалерии Гэмбла, и следовал за Хетом силами бригад Скейлса и Перрина. Скейлс шёл за бригадой Брокенбро, а Перрин за бригадой Петтигрю. Когда же атака Хета выдохлась, то было решено двинуть в наступление дивизию Пендера. Дивизия прошла сквозь ряды дивизии Хета, выровняла ряды и начала наступление на Семинарский хребет. В наступлении участвовали бригады Скейлса (слева) и Перрина (справа), общей численностью около 3000 человек.
Бригада Скейлса ускоренным шагом спустилась в низину между хребтами и там попала под огонь федеральной артиллерии: по ней открыли огонь 12 «Наполеонов» батареи Стивенса и Стюарта, три трёхдюймовки батареи Купера и два орудия секции Уилбера. Бригада понесла огромные потери: из 1400 человек осталось всего около 500. Сам Скейлс был ранен. Бригада подошла к федеральной линии на 75 метров, но дальше продвинуться не смогла. Скейлс пытался навести порядок среди уцелевших, а Пендер отправил 55-й Вирджинский из бригады Брокенбро чтобы прикрыть левый фланг Скейлса. Однако бригада отвлекла на себя федеральную артиллерию, облегчив задачу бригаде Перрина.

## Послевоенная деятельность
После войны Скейлс вернулся к юридической практике в Гринсборо. В 1866 году он был избран в Палату представителей Северной Каролины и прослужил там до 1869 года. В 1874 году он был избран депутатом от Демократической партии на 44-й Конгресс, и оставался в Конгрессе до 1884 года. В Конгрессе он возглавлял комитет по индейским делам. В 1884 году он стал кандидатом в Губернаторы Северной Каролины и на выборах победил своего соперника Тира Йорка. 30 декабря 1884 года Скейлс официально покинул Конгресс и занял место губернатора.
Его губернаторский срок длился с 21 января 1885 года по 17 января 1889 года, и прошёл бессобытийно. Скейлс пытался обратить внимание общества на плохое состояние железных дорог и общественных дорог в штате. Он намеревался улучшить школьное образование и просил у федерального правительства дополнительного финансирования школ.
Покинув пост губернатора, он жил в Гринсборо и был президентом Пидмонтского банка. Он умер в Гринсборо и был похоронен на кладбище Грин-Хилл-Семетери.
В 1862 году Скейлс женился на Кейт Гендерсон (1846-1930), но детей у них не было.